# Antonia Giannotti
Pour les articles homonymes, voir Giannotti et Pulci.
Antonia Giannotti, également connue sous le nom d'Antonia Tanini Pulci, née vers 1452 à Florence et morte en 1501, est une poétesse et dramaturge italienne,.
Elle est l'auteure de quelques représentations sacrées imprimées à plusieurs reprises jusqu'au XVIe siècle.

## Œuvres
- (it) Rappresentazione di santa Domitilla, Florence, Antonio Miscomini, 1495 (lire en ligne)
- (it) Rappresentazione di san Francesco, Florence, Bartolomeo de' Libri, 1495 (lire en ligne)
- (it) Rappresentazione di santa Guglielma, Florence, Bartolomeo de' Libri, 1495 (lire en ligne)